# Isla Palma
Isla Palma es el nombre que recibe una isla en la costa este del país centroamericano de Costa Rica, que posee una superficie de 20,5 kilómetros cuadrados, no posee población permanente y se ubica entre el Mar Caribe y un caño llamada "La Palma". Administrativamente depende del Cantón de Pococí, al norte de la  Provincia de Limón. Su superficie es pantanosa.